# Johnny Mathis (countryzanger)
'Country' Johnny Mathis (Maud, 28 september 1933 - Nashville, 27 september 2011) was een Amerikaanse countryzanger en componist. De bijnaam Country kreeg hij, om niet te worden verwisseld met de popzanger Johnny Mathis.

## Carrière
Johnny Mathis startte zijn carrière bij de radioshow Louisiana Hayride, korte tijd later werd hij naast zijn vriend Jimmy Lee Fautheree lid van het duo Jimmy and Johnny. Bij Capitol Records kreeg hij een platencontract. Hun grootste hit hadden ze in 1954 met If You Don’t, Somebody Else Will. Bovendien was Mathis lid van meerdere radioshows, waaronder Big D Jamboree, Liberty Jamboree en EZ Hoedown in New Orleans. Medio jaren 1950 stapte Mathis uit het duo en begon een solocarrière. In de daarop volgende periode nam hij voor verschillende labels talrijke, echter onbeduidende platen op. Als songwriter was hij echter meer succesvol en zijn nummers werden door populaire country-muzikanten, waaronder George Jones, Johnny Paycheck en Webb Pierce opgenomen. Zijn laatste hitklassering had Mathis in de jaren 1960.

## Privéleven en overlijden
Sinds 1999 had Johnny Mathis zich uit de openbaarheid teruggetrokken wegens een zwaar infarct. Zijn zoon John startte eveneens een carrière als componist en country-muzikant. Johnny Mathis overleed in september 2011 op bijna 78-jarige leeftijd, een dag voor zijn verjaardag.

## Discografie
- I've Been Known To Cry
- Welcome Home
- Country Music Keeps on Growing
- Make Me One More Memory
- Harbor Of Love

- Library of Congress Control Number: n95079493
- MusicBrainz: 8a24280a-c307-4ab3-90c6-f228426dac09
- Virtual International Authority File: 4182802
- WorldCat: E39PBJyMkBFcmCQKqrxdwRdPcP